# كيب كروزر

تعتبر كيب كروزر أقصى نقطة شرقية في جزيرة روس في القارة القطبية الجنوبية

تعتبر كيب كروزر (بالإنجليزية: Cape Crozier)‏ أقصى نقطة شرقية في جزيرة روس في القارة القطبية الجنوبية. تم اكتشافها في عام 1841 خلال بعثة جيمس كلارك روس الاستكشافية من 1839 إلى 1843 عبر سفينتي (HMS Erebus) و(HMS Terror)، وتم تسميتها على اسم المُستكشف والقبطان الإيرلندي فرنسيس كروزر ‏. يرتفع بركان جبل تيرور المنقرض - الذي سُمي أيضًا خلال رحلة روس - بشكل حاد من كيب إلى ارتفاع 3,230 متر (10,600 قدم)، وتمتدُّ حافة جرف روس الجليدي (المعروف سابقًا باسم الحاجز أو الحاجز الجليدي العظيم) بعيدًا إلى الشرق.

## تاريخ

### أول هبوط سنة 1902
كان أول هبوط في كيب كروزر في 22 يناير 1902، أثناء بعثة الكابتن روبرت فالكون سكوت. هبطت مجموعة من سفينة الأبحاث الملكية ديسكفري بقارب صغير على منطقة شاطئ صخرية إلى الغرب قليلاً من كيب. صعد سكوت وإدوارد ويلسون وتشارلز رويدز المنحدَرَ إلى نقطة مراقبة يمكنهم من خلالها مشاهدة سطح الحاجز، وتمكنوا أيضًا من مراقبة مستعمرة بطريق آديلي الكبيرة التي سكنت التضاريس المحيطة الخالية من الجليد.
موقع تاريخي
تم نصب صندوق رسائل في ذلك اليوم، تم وضع علامة عليه بشكل بارز، ليتم جمع الرسائل بواسطة أي سفينة إغاثة مستقبلية. في ذلك الوقت كانت تحتوي على أسطوانة رسائل معدنية، تمت إزالتها منذ ذلك الحين. تم تعيين الموقع كموقع تاريخي أو نصب تذكاري (HSM 69)، بناءً على اقتراح من نيوزيلندا والنرويج والمملكة المتحدة إلى نظام معاهدة القارة القطبية الجنوبية.

### بعثة تيرا نوفا، بين سنتي 1910 و1913
اعتبر الكابتن سكوت بجدية كيب كروزير كقاعدة لرحلته الثانية إلى القطب الجنوبي. في الرحلة السابقة، تم تجميد الرحلة في مرسى (McMurdo Sound) الخاص به لمدة عامين تقريبًا، وكان قد نجا بصعوبة في فبراير 1904، وهو ظرف أدى إلى عملية إغاثة باهظة الثمن وبعض الانتقاد لسكوت. لن تكون هناك فرصة لتكون سفينة تيرا نوفا محاطة بالجليد في البحار المفتوحة قبالة كيب كروزر، لكن الموقع غير المحمي سيجعل هبوط المخازن والموظفين صعبًا، وستكون قاعدة الشاطئ تحت رحمة الطقس القاسي، إضافة إلى مشكلة في الطريق البري المؤدي للحاجز.

### رحلة الشتاء سنة 1911
كان ويلسون حريصًا على مواصلة البحث عن جنين بطريق إمبراطور، وكان بحاجة إلى الحصول على بيض في مرحلة مبكرة من الحضانة، مما يعني جمعها في أعماق شتاء القارة القطبية الجنوبية. في قسم علم الحيوان من التقرير العلمي المنشور لبعثة الاستكشاف، اقترح خطة لـ «رحلة شتوية» يمكن من خلالها استرداد هذه البويضات. تمت هذه الرحلة، بموافقة الكابتن سكوت، بين 27 يونيو و 2 أغسطس 1911، بواسطة ويلسون وأبسلي شيري جيرارد وهنري روبرتسون باورز. وصف شيري جيرارد لاحقًا الرحلة في كتابه أسوأ رحلة في العالم. في ظلام الشتاء والظروف الجوية القاسية، كانت الرحلة بطيئة وخطيرة، ولكن على الرغم من الحوادث المؤسفة، تم استرداد ثلاث بيضات وقدمها شيري جيرارد لاحقًا إلى متحف تم تعيين بقايا كوخ حجري، بُني في يوليو 1911 من قبل فريق رحلة ويلسون الشتوية، كموقع تاريخي أو نصب تذكاري (HSM 21)، بعد اقتراح من نيوزيلندا إلى نظام معاهدة القارة القطبية الجنوبية.

## موقع محظور
تقع كيب كروزر داخل منطقة محظورة، ويلزم الحصول على إذن لزيارتها. تعد كيب كروزير موطنًا لواحدة من أكبر مستعمرات بطريق أديلي في العالم (حوالي 270.000 زوج تكاثر اعتبارًا من 2012)، من مستعمرتين بطريق الإمبراطور في أقصى الجنوب (أكثر من 1900 زوجًا للتربية اعتبارًا من 2018)، وواحدة من أكبر مستعمرات كركر القطب الجنوبي في العالم (حوالي 1000 زوج تكاثر). كما أنها تستضيف عدة أنواع من الأشنات، بما في ذلك ثلاثة أنواع على الأقل لم يتم العثور عليها من قبل في هذا الجزء من القارة القطبية الجنوبية. تم تصنيفها كمنطقة محمية خاصة في أنتاركتيكا (ASPA 124)، وتم تصنيفها كمنطقة مهمة للطيور (IBA) من قبل جمعية الطيور العالمية. في عام 2001، تأثرت طيور بطريق الإمبراطور التي عاشت في كيب كروزير بشدة بعد أن منع جبل جليدي ضخم يعرف باسم
(Iceberg B-15) الطيور من الوصول إلى البحر. ونتيجة لذلك، لم تعد أي طيور إلى مكان التكاثر خلال تلك الفترة. لحسن الحظ، منذ تلك السنة، شوهد المئات من بطارق الإمبراطور البالغة في مشهد التكاثر مع الفراخ، ومنذ ذلك الحين، عادت المستعمرة لحالتها السابقة.

## الميزات
تم رسم العديد من الميزات الموجودة في كيب كروزر أو بالقرب منها وتسميتها من قبل مجموعات المسح والاستكشاف المختلفة.
قمة القنبلة (بالإنجليزية: Bomb Peak)‏ هي قمة جبل بارتفاع 805 متر (2,640 قدم)، تقع على بعد 2 ميل بحري (4 كـم) غرب كيب كروزر. هناك سلسلة تمتد من التلال جنوب شرق القمة. تم تعيين كلاهما وتسميتهما بواسطة البعثة النيوزيلندية للمسح الجيولوجي في القارة القطبية الجنوبية (1958-1959). سميت قمة الذروة بالتشكيلات الجيولوجية التي تُشبه القنبلة (صخر بركاني فتاتي) المحيطة بهذه القمة.

## روابط خارجية
- Scar.org
- Skimountaineer.com
- Nhm.ac.uy
- تتضمن هذه المقالة مواد في الملكية العامة خاصة مواقع ويب أو مستندات في هيئة المساحة الجيولوجية الأمريكية.